# Arnstein
Arnstein er en by i Landkreis Main-Spessart i regierungsbezirk Unterfranken i den tyske delstat Bayern. Byen ligger ved bredden af floden Wern omkring 20 km fra Schweinfurt og 25 km fra Würzburg.

## Inddeling
I kommunen ligger ud over Arnstein disse bydele, landsbyer og bebyggelser:
| - Altbessingen - Binsbach - Binsfeld | - Büchold - Dattensoll - Gänheim | - Halsheim - Heugrumbach - Müdesheim | - Neubessingen - Reuchelheim - Schwebenried |  |

## Historie
Arnstein fik stadsret i 1333 kejser Ludwig af Bayern.